# Lubaczów
Lubaczów est une ville de la voïvodie des Basses-Carpates, dans le sud-est de la Pologne. Elle est le chef-lieu du powiat de Lubaczów. Sa population s'élevait à 12 552 habitants en 2012.

## Géographie
Lubaczów se trouve à environ 13 km de la frontière ukrainienne, à 80 km — 106 km par la route — à l'est de Rzeszów, à 72 km — 114 km par la route — au nord-ouest de Lviv, en Ukraine, et à 277 km — 330 km par la route — au sud-est de Varsovie, Il se trouve à 50 km au nord ouest de Przemyśl.

## Noms
La ville est également connue sous les noms de Libatchov, Libechuyv, Liubachev, Liubatchev, Lubachov, Lubatchov, Lubichuv, Lubachow, Lubatchow, en ukrainien : Любачів ou Lioubatchiv, en russe : Любачув ou Lioubatchouv, etc.

## Histoire
Lubaczow a été mentionné pour la première fois en 1214, lorsque, à la suite du traité de spis entre le duc Leszek I le blanc et Andrew II de Hongrie, le Gord a été placé sous l'autorité du voïvode de Sandomir, pakoslaw Le Lasocic. Jusqu'à 1376, Lubaczow a été orthographié Lubacew ou Ljubacew. Après avoir reçu la Charte de la ville (1376), l'orthographe du nom a été changée en Lubaczow. En 1998, elle devint un chef-lieu de powiat. Depuis 1999, elle fait partie de la voïvodie des Basses-Carpates.
En octobre 1942, les juifs de la ville et des villages voisins sont enfermés dans un ghetto surpeuplé dont le nombre de détenus monta jusqu'à 7 000. Certains étaient contraints aux travaux forcés, certains tués au Camp d'extermination de Bełżec et certains meurent du typhus. En janvier 1943, 1 200 juifs de la ville sont assassinés lors d'exécutions de masse perpétrées par un Einsatzgruppen.

## Personnalités
- Robert Korzeniowski (1968–), quadruple champion olympique et triple champion du monde de marche sportive.
- Władysław Witwicki (1878–1948), psychologue, philosophe, traducteur et artiste polonais.